# NGC 2820
NGC 2820 is een balkspiraalstelsel in het sterrenbeeld Grote Beer. Het hemelobject werd op 3 april 1791 ontdekt door de Duits-Britse astronoom William Herschel.

## Synoniemen
- UGC 4961
- MCG 11-12-6
- ZWG 312.5
- MK 108
- FGC 877
- IRAS 09177+6428
- PGC 26498